# 14 Dywizjon Artylerii Samobieżnej
14 Dywizjon Artylerii Samobieżnej im. gen. bryg. Wacława Wieczorkiewicza (14 das) – pododdział artylerii samobieżnej Sił Zbrojnych RP.
Dywizjon stacjonuje w garnizonie Jarosław, w koszarach przy ulicy 3 Maja 80.
Pododdział był jednostką organizacyjną 14 Brygady Pancernej Ziemi Przemyskiej, a obecnie wchodzi w skład 21 Brygady Strzelców Podhalańskich.

## Tradycje
Z dniem 25 czerwca 2002 14 das przejął sztandar i dziedzictwo tradycji 14 Jarosławskiego Dywizjonu Artylerii Przeciwpancernej
Z dniem 19 września 2009 jednostka otrzymała imię patrona gen. bryg. Wacława Wieczorkiewicza i przyjęła dziedzictwo tradycji:
- 39 pułku Piechoty Strzelców Lwowskich (1919–1939);
- 21 pułku artylerii lekkiej (1920–1939);
- 22 pułku artylerii lekkiej (1919–1939);
- 24 pułku artylerii lekkiej (1921–1939);
- 40 pułku artylerii lekkiej (1944–1988);
- 21 dywizjonu artylerii mieszanej (1993–2000);
- 14 dywizjonu artylerii rakietowej (1993–2006);
- 14 dywizjonu artylerii przeciwpancernej (1993–2001)[2]

Decyzją Nr 132/MON Ministra Obrony Narodowej z dnia 18 kwietnia 2011 wprowadzono odznakę pamiątkową, oznakę rozpoznawczą oraz proporczyk na beret 14 dywizjonu artylerii samobieżnej.
Decyzją Nr 9/MON z dnia 12 stycznia 2017 zostało ustanowione Święto dywizjonu.

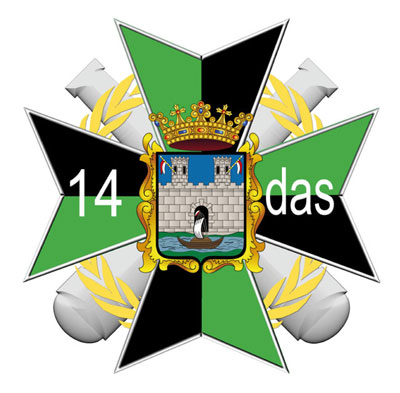
Odznaka pamiątkowa dywizjonu.

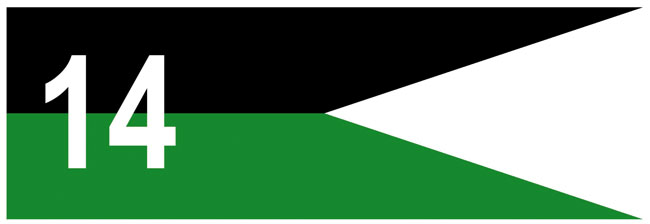
Proporczyk na beret 14 das.

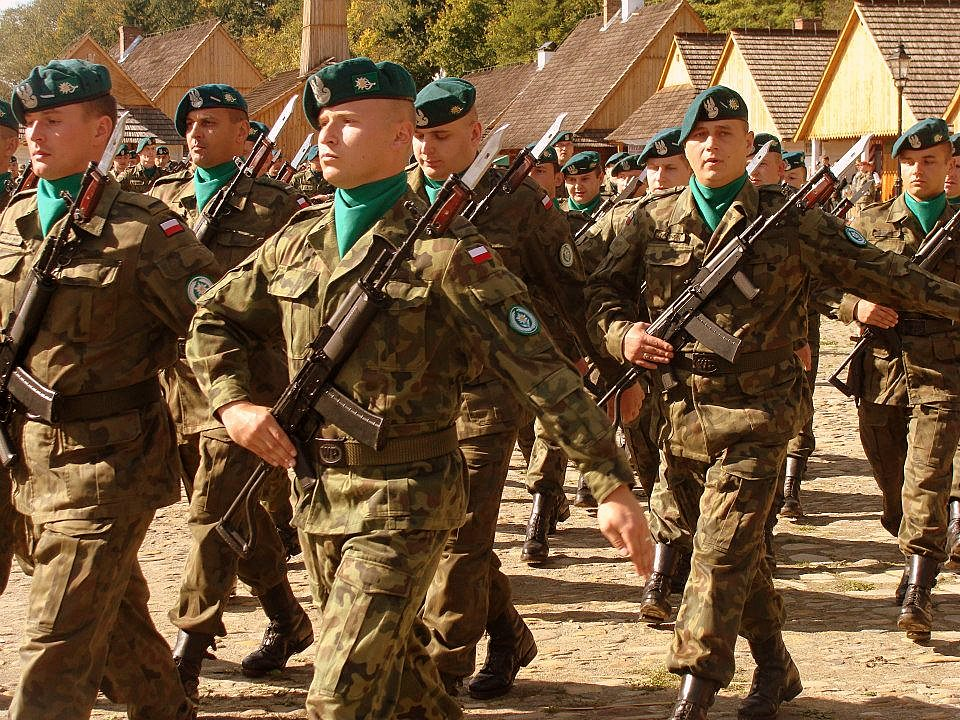
Żołnierze batalionu

## Dowódcy dywizjonu
- ppłk dypl. Jan Pacuła (21 września 1993 – 31 sierpnia 1996)
- mjr dypl. Wiesław Sanowski (1 września 1996 – 1998)
- cz. p.o. mjr Andrzej Kochmański (1998)
- kpt. dypl. Krzysztof Błażowski (1998 – 5 września 2001)
- ppłk dypl. Kazimierz Piotrowicz (6 września 2001 – 6 lipca 2006)
- cz. p.o. mjr mgr Kazimierz Powęska (2006)
- ppłk dypl. Robert Matysek (2006 – 5 czerwca 2012)
- ppłk mgr Ryszard Sugalski (5 czerwca 2012 – 2015)
- ppłk mgr inż. Dariusz Słota (2015 – 2018)
- ppłk Janusz Niedźwiedź (2018 – 2020)
- ppłk Wojciech Drapała (2020 – obecnie )

## Struktura
- dowództwo
- bateria dowodzenia
- 1. bateria artylerii samobieżnej
- 2. bateria artylerii samobieżnej
- 3. bateria artylerii samobieżnej
- kompania logistyczna

Na uzbrojeniu dywizjonu znajdują się 122 mm samobieżne haubice 2S1 "Goździk".
28 grudnia 2021 dywizjon otrzymał pierwszą baterię ośmiu armatohaubic Krab kalibru 155 mm.
23 lutego 2023 dywizjon otrzymał dwanaście armatohaubic K9A1 Thunder kalibru 155 mm